# Iain Hamilton
Iain Ellis Hamilton (Glasgow, 6 giugno 1922 – Londra, 21 luglio 2000) è stato un compositore scozzese.
Nel 1962 emigrò negli USA, ove fece fortuna come compositore di musica da camera.

## Composizioni
- Antigone for Wind Octet (1991)
- Aria for Horn and Piano
- Brass Quintet (by 1991)
- Capriccio for Trumpet and Piano
- Five Scenes for Trumpet and Piano (1966)
- Hyperion for Five Players (1977) (Cl., Hn., Vln., Vcl., Pno.)
- In Summer for Oboe and Piano (1999)
- Octet for Paragon Ensemble (Fl., Ob., Cl., Bsn., Hn., Tpt., Tbn., Bar.)
- Octet for Strings for Double String Quartet (1954)
- Quartet, Op. 12 for Flute and String Trio (1951)
- Quartet for Piano with String Quartet (1993–98)
- Quintet No. 1 for Clarinet and String Quartet (1948)
- Quintet for Piano with String Quartet (1993)
- Sea Music: Quintet No. 2 for Clarinet and String Quartet (1974)
- Serenata for Violin and Clarinet (1955)
- Sextet for Flute, Two Clarinets, Violin, Cello and Piano
- Sonata for Clarinet and Piano, Op. 22
- Sonata for Five for Flute, Oboe, Clarinet, Bassoon and Horn (1966)
- Sonata for Flautist and Piano (1966)
- Sonata for Oboe and Piano (1991)
- Sonata for Viola and Piano, Op. 9 (1950–1)
- Sonata No. 1 for Violin and Piano (1974)
- Sonata No. 1 for Violoncello and Piano, Op. 39 (1958–59)
- Sonata No. 2 for Violoncello and Piano (1974)
- Sonata Notturna for Horn and Piano
- Spirits of the Air for Solo Bass Trombone (1977)
- Spring Days for Flute and Piano (1996)
- String Quartet No. 1, op. 5 (1952)
- String Quartet No. 2 (1965–71)
- String Quartet No. 3 for String Quartet (1984)
- String Quartet No. 4 for String Quartet (1984)
- String Sextet (1988) (2Vln., 2Vla., 2Vcl.)
- The Chaining of Prometheus for Band or Large Wind Ensemble (1963)
- Three Nocturnes for Clarinet and Piano, Op.6
- Trio for Violin, Cello and Piano, Op. 25 (1956)
- Wild Garden Five Pieces for Clarinet and Piano